# Johannes Hermanus Grobler
Johannes Hermanus "Hans" Grobler (Olifantsrivier, 6 november 1813 – Gemboksheuvel, Ermelo, 9 september 1892) was kortstondig voorzitter van de Uitvoerende Raad van de Zuid-Afrikaansche Republiek (Transvaal).

## Levensloop
Grobler was de schoonbroer van Andries Potgieter, leider van de Voortrekkers, en volgde hem in 1838 tijdens de Grote Trek. Hij was de eerst landdrost van zowel Potchefstroom als Ohrigstad en was in 1852 een van de ondertekenaars van de Conventie van Zandrivier waarmee de Transvaalse onafhankelijkheid erkend werd.
Grobler werd in 1860 waarnemend voorzitter van Transvaal nadat de Volksraad het niet toeliet dat Marthinus Wessel Pretorius tegelijkertijd voorzitter van Transvaal als staatspresident van Oranje Vrijstaat zou zijn. Grobler werd echter afgezet door Stephanus Schoeman, de aanleiding voor de Transvaalse Burgeroorlog die leidde tot de afzetting van Schoeman door Paul Kruger.
Grobler overleed in 1892 op zijn boerderij Gemboksheuvel in het district Ermelo.